# Henri Saivet
Henri Saivet (ur. 26 października 1990 w Dakarze) – senegalski piłkarz francuskiego pochodzenia występujący na pozycji napastnika w angielskim klubie Newcastle United oraz w reprezentacji Senegalu.

## Kariera
W Ligue 1 zadebiutował 17 maja 2008 roku w zremisowanym 2:2 wyjazdowym meczu z RC Lens. Ma za sobą występy w reprezentacji Francji U-17. W 2007 roku World Soccer umieścił go w gronie 50 najbardziej utalentowanych piłkarzy na świecie. W sezonie 2008/2009 razem z Bordeaux Saivet zdobył mistrzostwo Francji.